# Disocactus nelsonii
A Disocactus (régi nevén Chiapasia) nelsonii egy Közép-Amerikában elterjedt epifita kaktusz, melyet néha dísznövényként is tartanak rózsaszín virágaiért.

## Elterjedése és élőhelye
Mexikó: Chiapas  és Guerrero államok; Guatemala; 900–1800 m tengerszint feletti magasságban.

## Jellemzői
Felegyenesedő hajtásrendszerű növény, ágai 1,6 m hosszúak lehetnek, szélességük 70 mm, a hajtások töve hosszan hengeres, csak a csúcsuk lapított. Virágai hozzávetőlegesen 60 mm hosszúak, tölcsér alakúak, a pericarpium 20 mm hosszú, kis pikkelyekkel borított, a tölcsér 20 mm hosszú, zöld. A külső szirmok zöldesek, a belsők 20 mm szélesek, lándzsa alakúak, violaszínűek, számos porzószála vörös a tövén, csúcsa fehér, a portokok sárgák. A bibe rózsaszínű. Termése gömbölyű, sötétvörös bogyó. Magjai 1,75 mm hosszúak.

## Rokonsági viszonyai
A Disocactus subgenus tagja
Legközelebbi rokona a Disocactus nelsonii subsp. hondurensis taxon.